# Solitary Ground
«Solitary Ground» es el primer sencillo del álbum de estudio Consign to Oblivion, segundo disco de la banda neerlandesa de metal sinfónico Epica, lanzado en el año 2005.

## Lista de canciones
1. «Solitary Ground» (Piano Versión) - 4:06
2. «Solitary Ground» (Remix) - 3:10
3. «Mother of Light» (Different Version) - 5:58
4. «Palladium» (Previously Unreleased Track) - 2:54

- Datos: Q1970584